# Torula terrestris
Torula terrestris är en svampart som beskrevs av P.C. Misra 1967. Torula terrestris ingår i släktet Torula, divisionen sporsäcksvampar och riket svampar.   Inga underarter finns listade i Catalogue of Life.